# Újkenéz
Újkenéz község Szabolcs-Szatmár-Bereg vármegyében, a Kisvárdai járásban.

## Fekvése
A megye és egyben a Nyírség északkeleti részén fekszik, a Tisza bal partján.
A szomszédos települések: észak felől Mezőladány, kelet felől a folyó túlsó partján fekvő Tiszakerecseny, délkelet felől a szintén túlparti Tiszaadony, dél-délkelet felől Aranyosapáti, nyugat felől pedig Tornyospálca.
A térség fontosabb települései közül Kisvárda 21, Aranyosapáti 7,5, Nagyvarsány 14,5, Vásárosnamény pedig 19,5 kilométer távolságra található.

### Megközelítése
Közúton Mezőladány vagy Aranyosapáti érintésével érhető el, a 4115-ös úton.
A hazai vasútvonalak közül a Mátészalka–Záhony-vasútvonal érinti, melynek egy megállási pontja van itt. Újkenéz megállóhely a település központjának nyugati részén helyezkedik el, közúti megközelítését csak önkormányzati utak biztosítják.

## Nevének eredete
Nevének 1419-ből ismert Cserepeskenéz változata cserepes előtagja nevét a lakosság cserépégető foglalkozásáról kapta. Kenéz utótagja a szláv eredetűnek tartott kenéz [Knyáz] tisztség, vagy méltóságnévből való. Később az 1782–1785 között készült Szabolcs vármegye első katonai felmérési térképén neve Tiszakenéz néven volt feljegyezve. Mai nevének Új előtagja azt jelzi, hogy az árvíz által elpusztult falu új helyre települt át.

## Története
A település nevét az oklevelek 1302-ben említették először, mint a Gutkeled nemzetség várdai uradalmához tartozó települést. a 14. század végén a Várdaiakkal rokon Kenézi Szaniszló birtoka volt, ekkor még Kenes néven, pár évvel később; 1419-ben pedig már Cserepes-Kenéz formában említették, mint a Báthori család birtokát. 
1435-ben mint Apáti és Őrmező közt fekvő település. 1450-ben már mint a Gyulaházy család birtoka volt említve, majd 1471-ben a Kopolcsi, 1480-ban pedig a Bacskay család volt földesura.
Kapolcsi Dániel földbirtokos feljegyzéseiben tett említést arról, hogy egyik kenézi jobbágyházát fazekasnak adta bérbe, aki vásározással is foglalkozott, ugyanakkor cserépedényeket és cserépkályhákat is készített.
Csiszár Árpád Szatmár-beregi kismesterségek című munkájában Cserepeskenézt fazekasfaluként említette.
A falu sokat szenvedett az árvizektől. A települést 1888-ban a Tisza árvize nagyrészt romba döntötte, ezért lakóit új, magasabban fekvő helyre telepítették át. 1895-ben a falu új helyre telepítésének munkálatai közben a település határában sok régészeti lelet, bronzkori tárgy is felszínre került, melyeket a Nemzeti Múzeumba szállítottak. 1898-ban felépült a település református temploma is.
A 19. század elején feljegyzett adatok szerint a falut kis- és középnemesek lakták, birtokosaiként ekkor az Eördögh, Bakó, Király, Izsák és Katona családokat említették.
Fényes Elek Geographiai szótárában írta a faluról:
"Cserepes-Kenéz Szabolcs vármegyei magyar falu Bereg vármegye szélén, a Tisza közelében. 398 lakosa; erdője, harmadosztálybeli határa van. A mai, új község 1888-ban a gróf Forgách Lászlótól vásárolt területen alakult ki. A Szabolcs vármegyei monográfia szerint a Tiszai járásban fekvő falu 156 házában 809, főként a kis- és törpebirtokokon őstermelésből élő lakos volt. Határa 1628 holdra terjedt ki Ókenézzel együtt."

## Közélete

### Polgármesterei
- 1990–1994: Kovács Lajos (független)[3]
- 1994–1998: Kovács Lajos (független)[4]
- 1998–2002: Kovács Lajos (független)[5]
- 2002–2006: Kovács Lajos (független)[6]
- 2006–2010: Kovács Lajos (független)[7]
- 2010–2014: Putnoki Zsolt (Fidesz-KDNP)[8]
- 2014–2015: Dicső Zoltán (független)[9]
- 2015–2019: Dicső Zoltán (független)[10]
- 2019–2024: Lakatos Zoltán (független)[11]
- 2024– : Lakatos Zoltán (független)[1]

A településen 2015. október 18-án időközi polgármester-választást (és képviselő-testületi választást) tartottak, az előző képviselő-testület önfeloszlatása miatt. A választáson a hivatalban lévő polgármester is elindult, és négy jelölt közül sikerült is megerősítenie a pozícióját.

## Népesség
A település népességének változása:
| Lakosok száma | 1026 | 990  | 989  | 923  | 881  | 943  | 932  |
|               | 2013 | 2014 | 2015 | 2021 | 2022 | 2023 | 2024 |

2001-ben a település lakosságának 95%-a magyar, 5%-a cigány nemzetiségűnek vallotta magát.
A 2011-es népszámlálás során a lakosok 77,6%-a magyarnak, 3,2% cigánynak, 0,2% németnek, 0,3% románnak, 0,4% ruszinnak, 0,3% ukránnak mondta magát (22,4% nem nyilatkozott; a kettős identitások miatt a végösszeg nagyobb lehet 100%-nál). A vallási megoszlás a következő volt: római katolikus 6,3%, református 53,9%, görögkatolikus 9,7%, felekezeten kívüli 1,5% (25,2% nem válaszolt).
2022-ben a lakosság 89%-a vallotta magát magyarnak, 7,7% cigánynak, 1% ukránnak, 0,9% ruszinnak, 0,3% németnek, 0,1-0,1% lengyelnek, horvátnak, görögnek, románnak és szlováknak, 0,8% egyéb, nem hazai nemzetiségűnek (11% nem nyilatkozott; a kettős identitások miatt a végösszeg nagyobb lehet 100%-nál). Vallásuk szerint 7% volt római katolikus, 38,9% református, 5,9% görög katolikus, 1,2% egyéb keresztény, 0,1% ortodox, 9,3% felekezeten kívüli (37,1% nem válaszolt).

## Nevezetességek
- Református temploma 1898-ban épült.
- Az Újkenézi óvoda melletti megemlékező hely

## Érdekességek
- 1895-ben a falu új helyre építésekor a település határában ásás közben sok bronzkori tárgy került felszínre, melyeket a Nemzeti Múzeumba szállítottak.
- Dűlőnevei: Fagyalos, Gorond, Mese, Teremszeg.
- A falu határában található a Tündérvár nevű nagy domb, egy nagy épület erős alapjaival.

## Külső hivatkozások
- Újkenéz Önkormányzatának honlapja